# Bisdom Concepción (Argentinië)

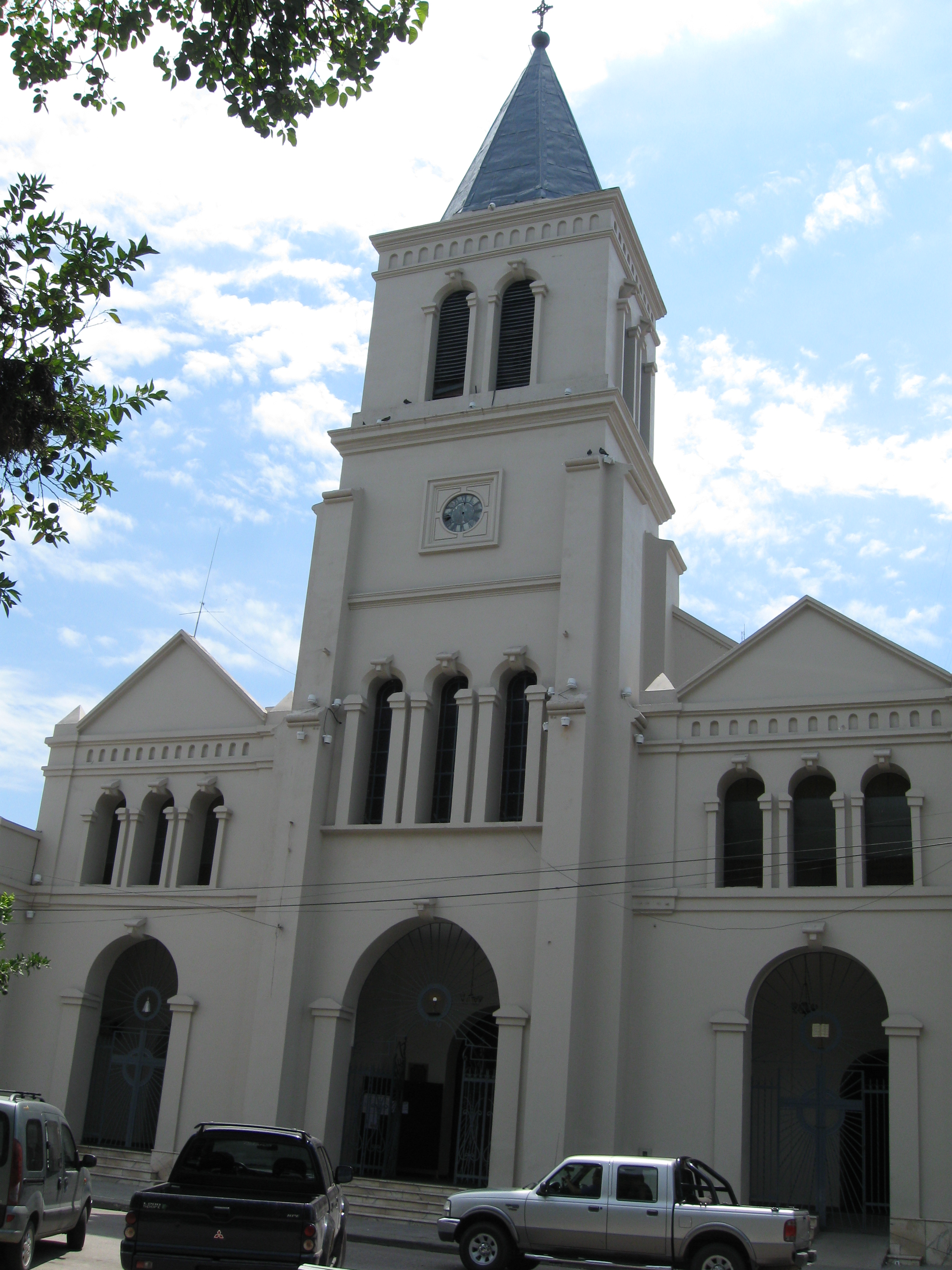
De kathedraal van Concepción

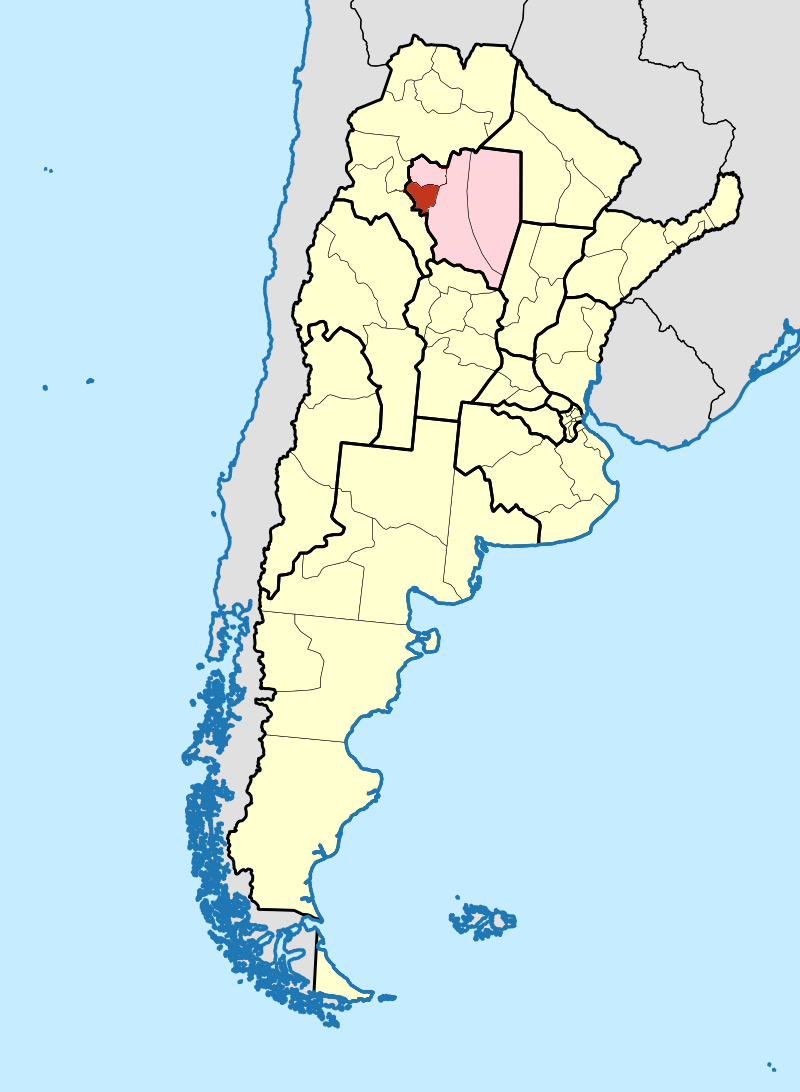
Het bisdom (rood) binnen de kerkprovincie Tucumán (roze)

Het bisdom Concepción (Latijn: Dioecesis Sanctissimae Conceptionis in Argentina) is een rooms-katholiek bisdom met als zetel Concepción in Argentinië. Het bisdom is suffragaan aan het aartsbisdom Tucumán. Het bisdom werd opgericht in 1963.
In 2021 telde het bisdom 22 parochies. Het bisdom heeft een oppervlakte van 10.000 km² en telde in 2021 432.000 inwoners waarvan 73,2% rooms-katholiek waren. 

## Bisschoppen
- Juan Carlos Ferro (1963-1980)
- Jorge Arturo Meinvielle, S.D.B. (1980-1991)
- Bernardo Enrique Witte, O.M.I. (1992-2001)
- Armando José María Rossi, O.P. (2001-2020)
- José Melitón Chávez (2020-2021)
- José Antonio Díaz (2021-)

Tucumán (aartsbisdom) · Añatuya · Concepción · Santiago del Estero